# Jan-Willem van Oldeneel
Jan-Willem van Oldeneel is een Nederlands kunstenaar. Hij werkt vooral als beeldhouwer en glazenier.

## Biografie
JW van Oldeneel, zoals hij zich als kunstenaar ook noemt, werd geboren in Nijmegen en groeide op in Vught en Den Haag. Hij studeerde industrieel ontwerp en bedrijfskunde aan de TU Delft. Toen hij als productmanager bij de Glasfabriek Leerdam werkte, deed hij ervaring op in het glasblazen. Hij werkte nog voor andere werkgevers en begon rond zijn veertigste ernaast met beeldhouwen. Vijf jaar later besloot hij om fulltime als kunstenaar verder te gaan om meer te kunnen ontwerpen.
Hij maakt portretten van mensen en uitbeeldingen van dieren die hij eerst boetseert en daarna giet in brons. Hij maakt ook penningen, plaquettes en andere voorwerpen in brons en zilver, en werkt met andere materialen zoals vlak en geblazen glas, hout, aluminium en (natuur)steen.
In 2012 maakte hij het kunstzinnige altaar voor de Basiliek van de Heilige Nicolaas in Amsterdam. Hij maakte een penning voor NYSE Euronext en meerdere monumenten die in Mali staan. In 2024 werd in Suriname het door hem gemaakte Boekoemonument onthuld ter herinnering aan het 18e-eeuwse Fort Boekoe van de Boni-marrons.